# 짐 네이버스
제임스 서스턴 "짐" 네이버스(영어: James Thurston "Jim" Nabors, 1930년 6월 12일 ~ 2017년 11월 30일)는 미국의 배우, 가수, 코미디언이었다. 1972년부터 2014년까지 43년간 미국에서 인디애나폴리스 500 시작 전에 "Back Home Again in Indiana"라는 곡을 부른 것으로 잘 알려져 있다.

## 출연 작품
- TV의 선구자 (2008)
- 캐논볼 2 (1984)
- 스토커 에이스 (1983)
- 베스트 리틀 호하우스 인 텍사스 (1982)
- 사랑의 유람선 (1977)
- 데이빗 프로스트 쇼 (1969)
- 테이크 허 쉬스 마인 (1963)